# Софі Шово
Софі Шово (фр. Sophie Chauveau) — французька біатлоністка, чемпіонка світу, призерка чемпіонату Європи, дворазова чемпіонка молодіжних чемпіонатів світу.

## Результати
Джерелом усіх результатів є сайт  Міжнародного союзу біатлоністів.

### Чемпіонати світу
1 медаль (золото)
| Змагання        | Індивідуалка | Спринт | Персьют | Масстарт | Естафета | Змішана естафета | Одиночна змішана естафета |
| --------------- | ------------ | ------ | ------- | -------- | -------- | ---------------- | ------------------------- |
| Обергоф 2023    | —            | 27     | 9       | —        | —        | —                | —                         |
| Нове Место 2024 | —            | 4      | 4       | 18       | Золото   | —                | —                         |

### Кубок світу
Ранг в кубку світу
| Сезон   | Загальний залік | Загальний залік | Індивідуалка | Індивідуалка | Спринт | Спринт | Персьют | Персьют | Мас-старт | Мас-старт |
| Сезон   | Очки            | Місце           | Очки         | Місце        | Очки   | Місце  | Очки    | Місце   | Очки      | Місце     |
| ------- | --------------- | --------------- | ------------ | ------------ | ------ | ------ | ------- | ------- | --------- | --------- |
| 2022–23 | -               | 21              | -            | 63           | -      | 22     | -       | 16      | -         | 15        |
| 2023–24 | -               | 20              | -            | 22           | -      | 23     | -       | 27      | -         | 10        |

Перемоги в естафетах
4 перемоги
| № | Сезон   | Дата           | Етап                 | Дисципліна       | Рівень          | Команда                               |
| - | ------- | -------------- | -------------------- | ---------------- | --------------- | ------------------------------------- |
| 1 | 2023–24 | 7 січня 2024   | Обергоф              | Естафета         | Кубок світу     | Жанмонно / Бреза / Шово / Сімон       |
| 2 | 2023–24 | 10 січня 2024  | Рупольдінг           | Естафета         | Кубок світу     | Жанмонно / Рішар / Шово / Жулья Сімон |
| 3 | 2023–24 | 17 лютого 2024 | Нове Место-на-Мораві | Естафета         | Чемпіонат світу | Жанмонно / Шово / Бреза / Сімон       |
| 4 | 2023–24 | 3 березня 2024 | Гольменколлен        | Змішана естафета | Кубок світу     | Сімон / Шово / Клод / Фійон Має       |

### Молодіжні та юнацькі чемпіонати світу
3 медалі (2 золоті, 1 бронзова)
| Рік                 | Вік | Індивідуалка | Спринт | Персьют | Естафета | Змішана естафета |
| ------------------- | --- | ------------ | ------ | ------- | -------- | ---------------- |
| Отепя 2018          | 18  | 23           | 10     | 20      | Н/Д      | Н/Д              |
| Брезно-Осрбліє 2019 | 19  | 29           | 5      | Бронза  | Золото   | Н/Д              |
| Обертілліях 2021    | 21  | 33           | 10     | 22      | Золото   | Н/Д              |